# ذوالکفل

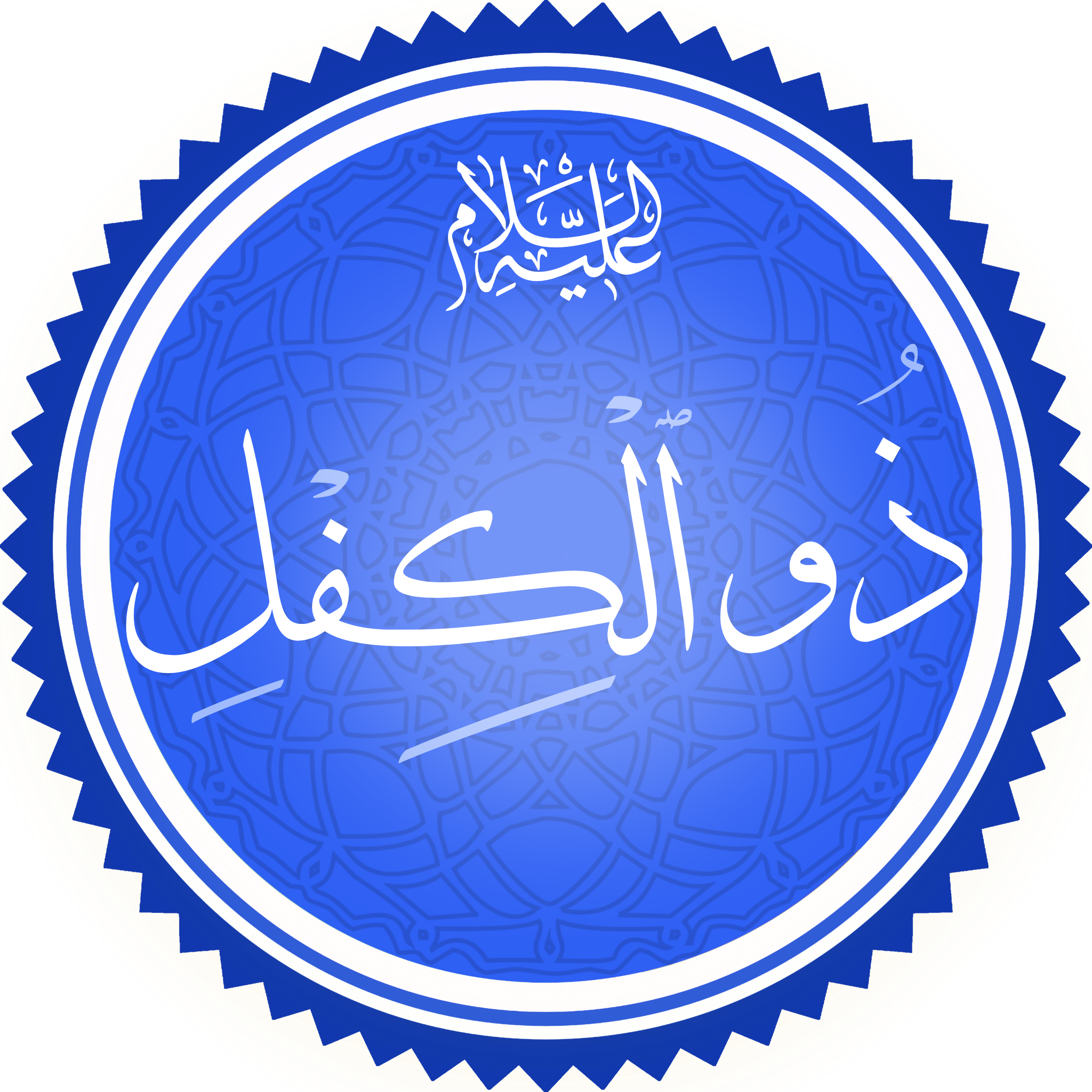
ذوالکفل علیه السلام

ذوالکِفل یا ذاالکِفل (به معنی صاحب حصار)، از پیامبران بنی‌اسرائیل محسوب می‌شود. از عبدالعظیم حسنی روایت شده که محمد تقی نام او را عوبدیا دانسته است.
مقبره منسوب به ذوالکفل در شهر کفل از توابع استان بابل در کشور عراق قرار دارد که یهودیان و مسلمانان آن را زیارت می‌کنند.

## معرفی اجمالی ذوالکفل
اکثر مورخین لقب او را ذوالکفل و نام او را حزقیل نوشته‌اند. نام پدر او ادریم بود. زمان ظهور او ۴۸۳۰ سال بعد از هبوط آدم بوده است. مدت عمرش را ۷۵ سال نوشته‌اند. نسب ذوالکفل را برخی الیاس بعضی یسع و دسته‌ای زکریا دانسته‌اند در هر حال پیغمبری بود، پس از سلیمان که کفالت امور هفتاد پیغمبر را به عهده داشت. محمد بن جریر طبری ذوالکفل را مرد نیکی دانسته است که پیامبری نداشته است. بیدوی، ذوالکفل را با حزقیال پیامبر برابر دانسته است. از قصص انبیا نقل شده است که ذوالکفل پسر داوود و برادر سلیمان بوده است. در قرآن او مردی شکیبا و نیک‌سیرت دانسته شده است.
بنا بر اصح او غیر از حزقیل و الیسع است بلکه وی وصی الیسع است و به نبوت بر کنعانیان فائز گردید و امروز ذوالکفل نام محلی است میان حله و بغداد نزدیک برص و بدانجا قبه‌ای که گویند قبر ذوالکفل است و مزار است.به مناسبت بودن وی یکی از انبیاء بنی اسرائیل نام او در قرآن کریم آمده است؛ و با این که این کلمه عربی است در امر اصل عبرانی آن اختلاف است و گمان می‌رود که او حزقیل باشد. به روایتی قبر او در بتلیس است و نیز در شام و بعض جاهای دیگر گفته‌اند.
برخی از محققان جدید تاریخ برآنند که ذوالکفل از بنی اسرائیل نیست و افکار و مواعظ و معتقدات او با بنی اسرائیل مخالف بوده و آن را منسوب به یکی از قبائل عرب گمان برده و نبوت او را نیز انکار کنند. نام مردی از بنی اسرائیل که حریص به محرمات بود لکن سپس توبه کرد و گفت والله لااعصی الله ابداً و قضا را همان شب وفات یافت و صباح این جمله را بر در خانه او نوشته دیدند که: «ان الله قد غفر لذی الکفل».

## ذوالکفل در قرآن
نام ذوالکفل نیز در دو سوره از سوره‌های قرآن ذکر شده است. یکی در سوره انبیا و دیگری سوره ص:
 «و إسمعیل و إدریس و ذاالکفل کل من الصابرین»: و اسماعیل و ادریس و ذو الکفل را (یاد کن) که همه از صابران بودند.
«ذاالکفل» مشهور این است که از پیامبران بوده است. هر چند بعضی معتقدند که او یکی از صالحان بود، ظاهر آیات قرآن که او را در ردیف پیامبران بزرگ می‌شمرد نیز این است که او از انبیا است و بیشتر به نظر می‌رسد که او از پیامبران بنی اسرائیل بوده است.
در علت نامگذاری او به این نام با توجه به اینکه «کفل» (بر وزن فکر) هم به معنی نصیب و هم به معنی کفالت و عهده‌داری آمده است، احتمالات متعددی داده‌اند، بعضی گفته‌اند چون خداوند نصیب وافری از ثواب و رحمتش در برابر اعمال و عبادات فراوانی که انجام می‌داد، به او داد ذاالکفل نامیده شد (یعنی صاحب بهره وافی) و بعضی گفته‌اند چون تعهد کرده بود شبها را به عبادت برخیزد و روزها روزه بدارد، و هنگام قضاوت هرگز خشم نگیرد و تا آخر به وعده خود وفا کرد، «ذاالکفل» نامیده شد. بعضی نیز معتقدند که ذاالکفل لقب «الیاس» است، همانگونه که «اسرائیل» لقب «یعقوب» و «مسیح» لقب «عیسی» و «ذاالنون» لقب «یونس» می‌باشد.
همچنین در سوره ص دربارهٔ او می‌گوید:
 «و اذکر إسماعیل و الیسع و ذاالکفل و کل من الأخیار»: و یاد کن اسماعیل و یسع و ذوالکفل را (که) همه از نیکان بودند.
«ذا الکفل» همان‌طور که گفته شد، مشهور این است که از پیامبران بوده، و ذکر نام او در ردیف نام پیامبران در سوره انبیاء آیه ۸۵، بعد از نام اسماعیل و ادریس گواه بر این معنی است. بعضی معتقدند که او از پیامبران بنی اسرائیل است، وی را فرزند ایوب می‌دانند که اسم اصلیش «بشر» یا «بشیر» یا «شرف» بوده است و بعضی او را همان «حزقیل» می‌دانند که ذاالکفل به عنوان لقب او انتخاب شده است.

## اختلاف در مورد نامگذاری ذوالکفل
طبرسی از ابوموسی، قتاده و مجاهد نقل کرده که گفته‌اند:او پیغمبر بود اسمش ذوالکفل. ابن‌عباس گفته است که او الیاس پیغمبر بود، ولی جبائی گفته که او یکی از پیغمبران الهی بود که چون ثواب اعمال او دوچندان بود، بدین سبب ذوالکفل نامیده شد. برخی گویند: وی سیع بن اخطوب بوده و این سیع، غیر از آن یسع است که اگر توبه کند، داخل بهشت گردد و در اینباره نامه‌ای هم نوشت و به او داد و همین سبب شد که پادشاه مزبور که نامش کنعان بود، توبه کند. بیضاوی در تفسیر خود ذوالکفل را الیاس پیغمبر دانسته و از برخی نقل کرده‌اند که یوشع بوده است و در روایت دیگر هم نقل شده که ذوالکفل زکریای پیغمبر بوده است.
به هر حال در اینکه چرا او «ذا الکفل» نامیده شده، با توجه به اینکه «کفل» هم به معنی نصیب آمده و هم به معنی کفالت و عهده‌داری، احتمالات مختلفی داده‌اند:
گاه گفته‌اند: چون خداوند نصیب وافری از ثواب و رحمتش به او مرحمت فرمود «ذا الکفل» یعنی «صاحب بهره وافی» نامیده شد.
و گاه گفته‌اند چون تعهد کرده بود که شبها را به عبادت برخیزد، و روزها را روزه دارد، و هنگام قضاوت هرگز خشم نگیرد، و بر سر این عهد و پیمان باقی‌ماند این لقب به او داده شد؛ و گاه گفته‌اند چون گروهی از انبیاء بنی اسرائیل را کفالت کرد و جان آن‌ها را در برابر پادشاه جبار زمان حفظ نمود او را به این اسم نامیدند. همچنین امام محمد غزالی در کیمیای سعادت اشاره کرده است که چون ایشان وعده داد که اگر کسی خشمش را فروخورد، با ایشان در بهشت باشد، و او کفیل بهشت ایشان باشد، بدین نام خوانده شد.

## ذوالکفل در روایات
در حدیثی از قصص الانبیاء نقل شده که شیخ صدوق از دقاق از اسدی از سهل از عبدالعظیم حسنی روایت کرده‌اند که گفت:
به محمد بن علی (جواد) نامه‌ای نوشتم و در آن نامه پرسیدم: نام ذوالکفل چه بود؟ و آیا وی از پیامبران مرسل بوده است؟ حضرت در جواب نوشت: خدای تعالی ۱۲۴ هزار پیغمبر فرستاد که ۳۱۳ نفر آن‌ها مرسل بوده‌اند و ذوالکفل از آن هاست و پس از سلیمان بن داود بوده است. او مانند داود میان مردم قضاوت می‌کرد و جز در راه خدا خشمگین نشد و نامش عویدیا بود و هم اوست که خدای تعالی نامش را در قرآن ذکر کرده و فرموده است: «و اذکر إسماعیل و الیسع و ذا الکفل و کل من الأخیار»
علامه طباطبایی دربارهٔ وی گفته است:
خدای سبحان نام این بزرگوار را در کلام مجیدش برده، و او را از انبیا شمرده، و بر او ثنا خوانده، و وی را از اخیار معرفی فرموده است؛ و ذو الکفل را از صابران شمرده است. در روایات هم نامی از این دو پیغمبر دیده می‌شود.
در کتاب بحار الانوار روایتی از محمد بن عبدالله نقل شده که خلاصه اش این است:
چون عُمر یسع به پایان رسید، در صدد برآمد کسی را به جانشینی خود منصوب دارد، از این رو مردم را جمع کرد و گفت: هر یک از شما که تعهد کند سه کار را انجام دهد من او را جانشین خود گردانم. روزها را روزه بدارد، شب‌ها را بیدار باشد و خشم نکند. جوانی که نامش عوید یا بن ادریم بود و در نظر مردم خوار می‌آمد، برخاست و گفت: من این تعهد را می‌پذیرم. یسع آن جوان را بازگرداند و روز دیگر همان سخن را تکرار کرد و همان جوان برخاست و تعهد را پذیرفت و یسع او را به جانشینی خود منصوب داشت تا این که از دنیا رفت و خدای تعالی آن جوان را که همان ذوالکفل بود به نبوت برگزید. شیطان که از ماجرا مطلع شد، در صدد برآمد تا ذوالکفل را خشمگین سازد و او را بر خلاف تعهدی که کرده بود به خشم وادارد، از این رو به پیروانش گفت: کیست که این مأموریت را انجام دهد؟ یکی از آن‌ها که نامش ابیض بود گفت: من این کار را انجام می‌دهم. شیطان بدو گفت: نزدش برو، شاید خشمگینش کنی. ذوالکفل شب‌ها نمی‌خوابید و شب زنده داری می‌کرد و نیمه روز مقداری می‌خوابید. ابیض صبر کرد تا چون ذوالکفل به خواب رفت بیامد و فریاد زد: به من ستم شده و من مظلوم هستم (حق مرا از کسی که به من ستم کرده بگیر). ذوالکفل به او گفت: برو و او را نزد من آر. ابیض گفت: من از این‌جا نمی‌روم. ذوالکفل انگشتر مخصوص خود را به او داد و گفت: این انگشتر را بگیر و به نزد آن شخصی که به تو ستم کرده ببر و او را نزد من آر. ابیض آن انگشتر را گرفت و چون فردا همان وقت شد بیامد و فریاد زد: من مظلوم هستم و طرف من که به من ظلم کرده، به انگشتر توجهی نکرد و به همراه من نیامد. دربان ذوالکفل بدو گفت: بگذار بخوابد که او نه دیروز خوابیده و نه دیشب. ابیض گفت: هرگز نمی‌گذارم بخوابد، زیرا به من ستم شده و باید حق مرا از ظالم بگیرد. حاجب وارد خانه شد و ماجرا را به ذوالکفل گفت. ذوالکفل نامه‌ای برای او نوشت و تا مهر خود آن را مهر کرد و به ابیض داد. وی برفت تا چون روز سوم شد، همان وقت یعنی هنگامی که ذوالکفل تازه به خواب رفته بود، بیامد و فریاد زد که شخص ستم کار به هیچ‌یک از این‌ها وقعی نگذارد پیوسته فریاد زد تا ذوالکفل از بستر خود برخاست و دست ابیض را گرفت و برای دادخواهی از ستم کار به راه افتاد. گرمای آن ساعت به حدی بود که اگر گوشت را در برابر آفتاب می‌گذاشتند، پخته می‌شد. مقداری راه رفتند ولی ابیض دید به هیچ ترتیب نمی‌تواند ذوالکفل را به خشم درآورد و در مأموریت خود شکست خورد، پس دست خود را از دست ذوالکفل بیرون کشید و فرار کرد. خدای تعالی نام او را در قرآن کریم ذکر کرده و داستان او را به پیغمبرش یادآوری می‌کند تا در برابر آزار مردم صبر کند، چنان‌که پیمبران بر بلا صبر کردند.